# Borcz
Borcz [pronunciación en polaco: /bɔrt͡ʂ/] (en casubio: Bórcz; en alemán: Bortsch) es un pueblo ubicado en el distrito administrativo de Gmina Somonino, dentro del Condado de Kartuzy, Voivodato de Pomerania, en Polonia del norte. Se encuentra aproximadamente a 6 kilómetros al este de Somonino, a 9 kilómetros al sureste de Kartuzy, y a 25 kilómetros al suroeste de la capital regional Gdańsk.
Para detalles de la historia de la región, véase Historia de Pomerania.
El pueblo tiene una población de 510 habitantes.